# Chicago XXXV: The Nashville Sessions
Chicago XXXV: The Nashville Sessions è il ventitreesimo album in studio del gruppo musicale statunitense Chicago, pubblicato nel 2013.

## Tracce
1. 25 or 6 to 4 – 4:51
2. Make Me Smile – 2:57
3. Feelin' Stronger Every Day – 4:06
4. Beginnings – 2:44
5. Saturday in the Park – 3:54
6. Colour My World – 2:59
7. Does Anybody Really Know What Time It Is? – 3:22
8. Questions 67 and 68 – 4:46
9. Old Days – 3:21
10. Just You 'n' Me – 3:42
11. Call on Me – 3:56
12. Another Rainy Day in New York City – 2:55
13. No Tell Lover – 3:44
14. (I've Been) Searchin' So Long – 4:31
15. Alive Again – 3:51

## Formazione
- Robert Lamm – tastiera, voce, cori
- Lee Loughnane – tromba
- James Pankow – trombone
- Walter Parazaider – legni
- Jason Scheff – basso, voce, cori
- Tris Imboden – batteria, percussioni
- Keith Howland – chitarra, voce, cori